# Nages
Nages – miejscowość i gmina we Francji, w regionie Oksytania, w departamencie Tarn.
Według danych na rok 1990 gminę zamieszkiwało 321 osób, a gęstość zaludnienia wynosiła 7 osób/km² (wśród 3020 gmin regionu Midi-Pyrénées Nages plasuje się na 746. miejscu pod względem liczby ludności, natomiast pod względem powierzchni na miejscu 118.).

## Galeria

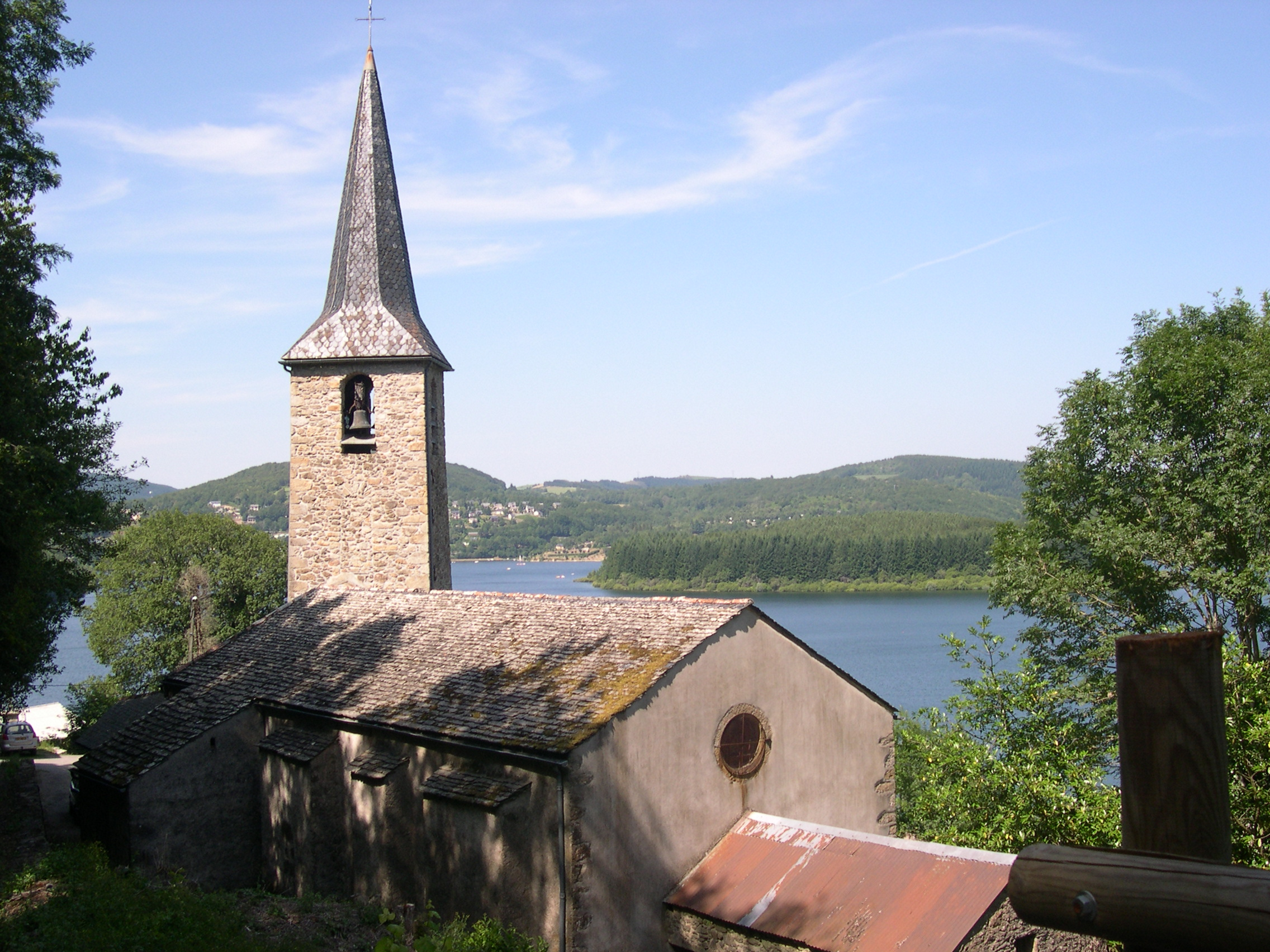
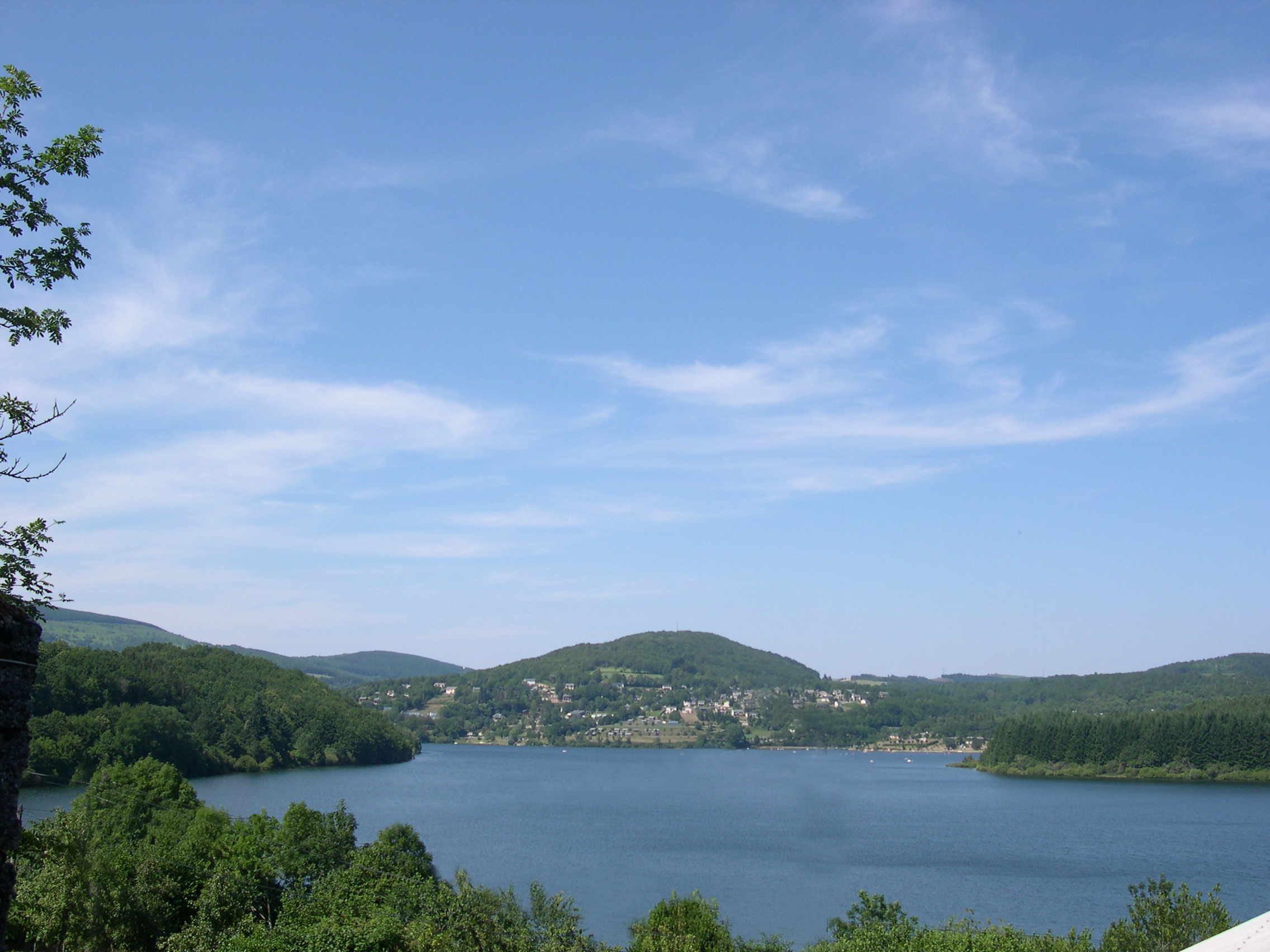
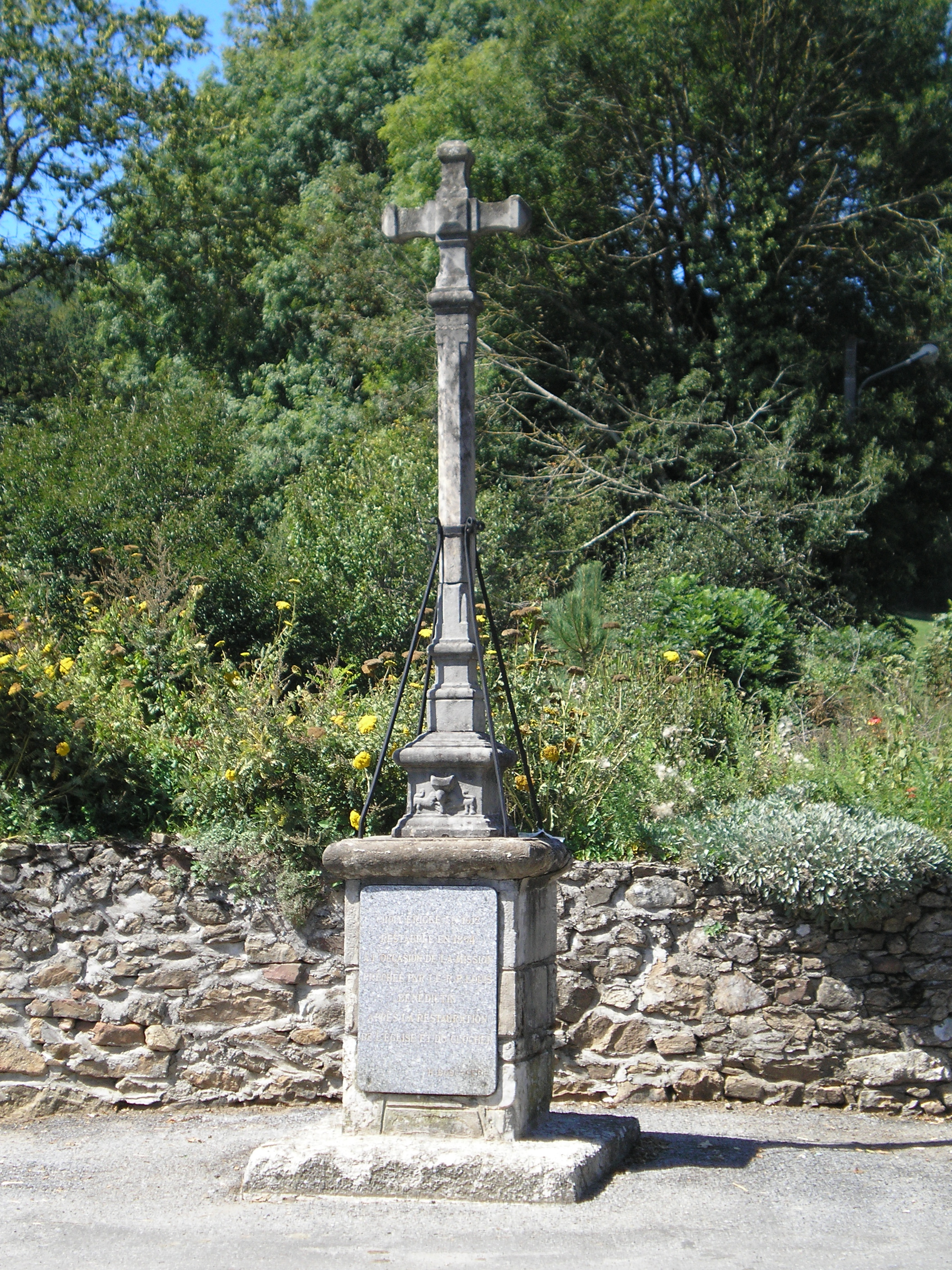
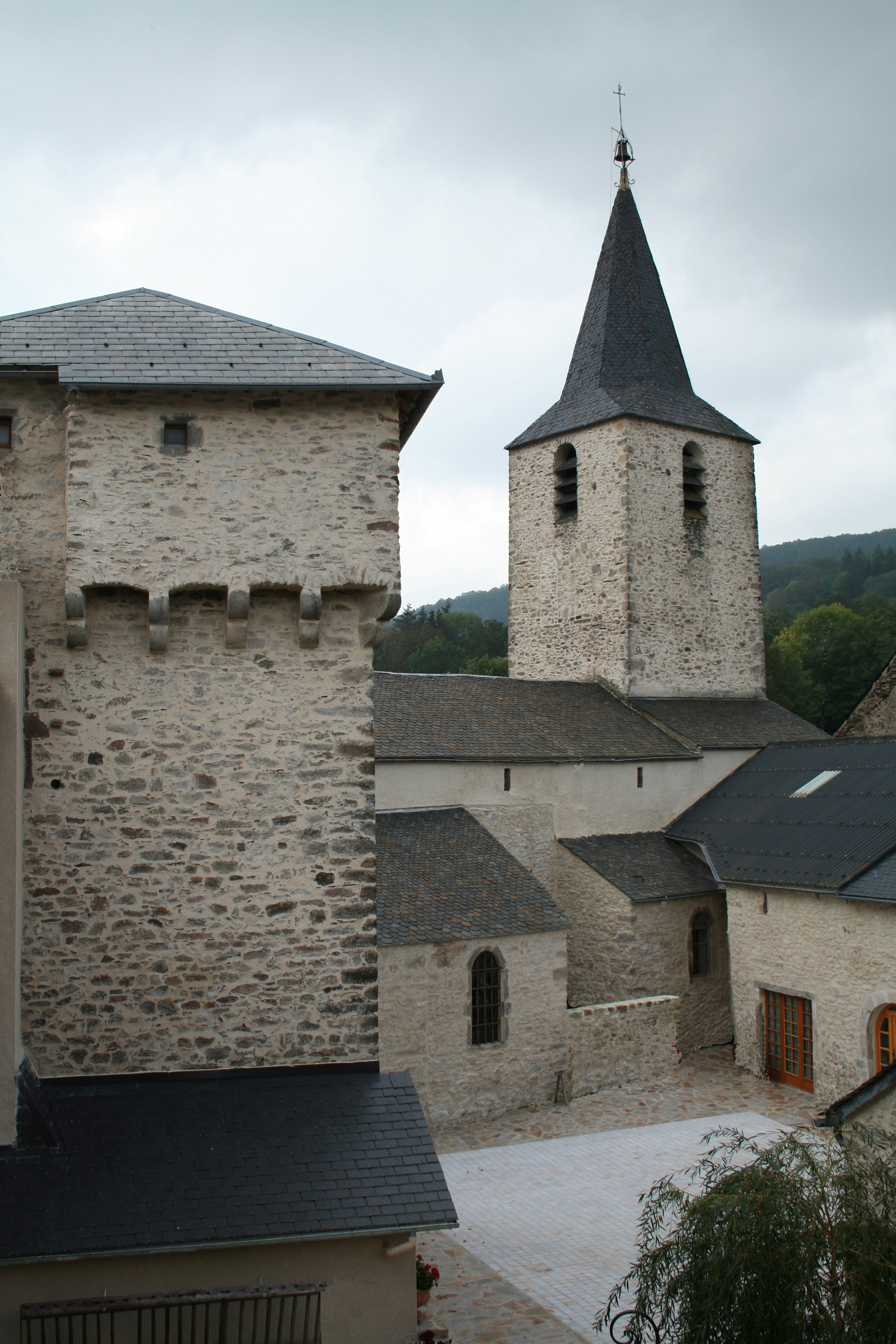